# Michael Stanley
Michael Stanley Gee (Cleveland, Ohio, 25 de març de 1948 - 5 de març de 2021) va ser un cantautor estatunidenc de rock i folk, reconegut per la seva carrera com a solista i per haver estat el líder del grup Michael Stanley Band (MSB). La seva primera cançó, "Rosewood Bitters", es convertiria en un dels accessoris de tota la vida dels espectacles de Stanley i posteriorment va ser enregistrada per Walsh el 1985. El segon àlbum en solitari de Stanley, Friends and Legends, publicat més tard el 1973 a MCA Records, va ser produït de nou per Szymczyk i va incloure el suport de membres de Barnstorm i Stephen Stills ' Manassas, entre d'altres: Walsh, Vitale, Kenny Passarelli, Paul Harris, Joe Lala, Al Perkins, David Sanborn, Dan Fogelberg, i Richie Furay, amb J. Geils contribuint a la producció.
Va gravar un àlbum amb la banda Silk el 1969, dos discos en solitari el 1973 i més de deu àlbums amb MSB. En la dècada de 1990 va reprendre la seva carrera com a solista i va publicar el seu últim treball discogràfic el 2017. Va morir finalment el 5 de març de 2021 després d'una lluita de diversos mesos amb un càncer de pulmó.

## Discografia

### Àlbums

#### Silk
| Any  | Títol              | Discogràfica | Billboard200 |
| ---- | ------------------ | ------------ | ------------ |
| 1969 | Smooth As Raw Silk | ABC S-694    | 191          |

#### Solista
| Any  | Títol               | Discogràfica       | Billboard200 |
| ---- | ------------------- | ------------------ | ------------ |
| 1973 | Michael Stanley     | Tumbleweed TWS 106 | 206          |
| 1973 | Friends and Legends | MCA 372            | 207          |

#### Michael Stanley Band
| Any  | Títol                                  | Discogràfica         | Billboard200 | RPM100 |
| ---- | -------------------------------------- | -------------------- | ------------ | ------ |
| 1975 | You Break It...You Bought It!          | Epic PE 33492        | 184          | —      |
| 1976 | Ladies' Choice                         | Epic PE 33917        | —            | —      |
| 1977 | Stagepass                              | Epic PEG 34661       | 207          | —      |
| 1978 | Cabin Fever                            | Arista Al 4182       | 99           | 97     |
| 1979 | Greatest Hints                         | Arista Al 4236       | 148          | —      |
| 1980 | Heartland                              | EMI America SW–17040 | 86           | —      |
| 1981 | North Coast                            | EMI America SW–17056 | 79           | —      |
| 1982 | MSB                                    | EMI America ST–17071 | 136          | —      |
| 1983 | You Can't Fight Fashion                | EMI America ST–17100 | 64           | —      |
| 1984 | Fourth and Ten...                      | MSB 101              | —            | —      |
| 1986 | Inside Moves                           | MSB 201              | —            | —      |
| 1992 | Right Back at Ya (1971–1983)           | Razor & Tie RE 1991  | —            | —      |
| 1997 | Misery Loves Company: More of the Best | Razor & Tie RE 2125  | —            | —      |
| 2015 | Live at the Ritz NYC 1983              | Line Level 211       | —            | —      |

#### The Ghost Poets
| Any  | Títol           | Discogràfica        | Billboard200 |
| ---- | --------------- | ------------------- | ------------ |
| 1993 | The Ghost Poets | Razor & Tie RT 2812 | —            |

#### Solista post-MSB
| Any  | Títol                                | Discogràfica      | Billboard200 |
| ---- | ------------------------------------ | ----------------- | ------------ |
| 1996 | Coming Up for Air                    | Intersound 9174   | —            |
| 1998 | Live in Tangiers: The Acoustic Shows | Razor & Tie 82836 | —            |
| 2000 | Eighteen Down                        | Razor & Tie 82851 | —            |
| 2003 | The Ground                           | Line Level 201    | —            |
| 2005 | American Road                        | Line Level 202    | —            |
| 2006 | The Farrago Sessions                 | Line Level 203    | —            |
| 2007 | The Soft Addictions                  | Line Level 204    | —            |
| 2008 | Just Another Night                   | Line Level 205    | —            |
| 2009 | Shadowland                           | Line Level 206    | —            |
| 2012 | The Hang                             | Line Level 207    | —            |
| 2013 | The Ride                             | Line Level 208    | —            |
| 2014 | The Job                              | Line Level 209    | —            |
| 2014 | The Solo Years 1995–2014             | Line Level 222    | —            |
| 2015 | And Then...                          | Line Level 210    | —            |
| 2016 | In a Very Short Time                 | Line Level 212    | —            |
| 2017 | Stolen Time                          | Line Level 213    | —            |